# Ikano Group
 Ikano S.A.  er en international koncern med hovedkontor i Luxembourg, med virksomheder i hele Europa, og over 4000 ansatte. Koncernen ejes af tre sønner af Ingvar Kamprad, grundlæggeren af IKEA, Peter, Jonas og Mathias Kamprad.
Ikano har fem virsomhedsområder  som drives som selvstændige enheder:
- Finansvirksomhed  (Lund)
- Ejendomshandel (Lund)
- Forsikring (Luxembourg)
- Kapitalforvaltning  (Luxembourg)
- Indkøbscentre (Singapore)

Datterselskaber i Sverige omfatter Ikano Bank SE Älmhult , Ikano AB i Lund og Ikano Insurance AB i Sundbyberg KommuneSundbyberg . 